# Pachycephala implicata
El silbador de las Salomón (Pachycephala implicata) es una especie de ave paseriforme de la familia Pachycephalidae; se ha desgajado de ella Pachycephala richardsi, nativa de Bougainville.

## Distribución geográfica y hábitat
Es endémica de la isla de Guadalcanal (Islas Salomón).
Su hábitat natural son los bosques montanos húmedos subtropicales o tropicales.